# Alexander Gilman

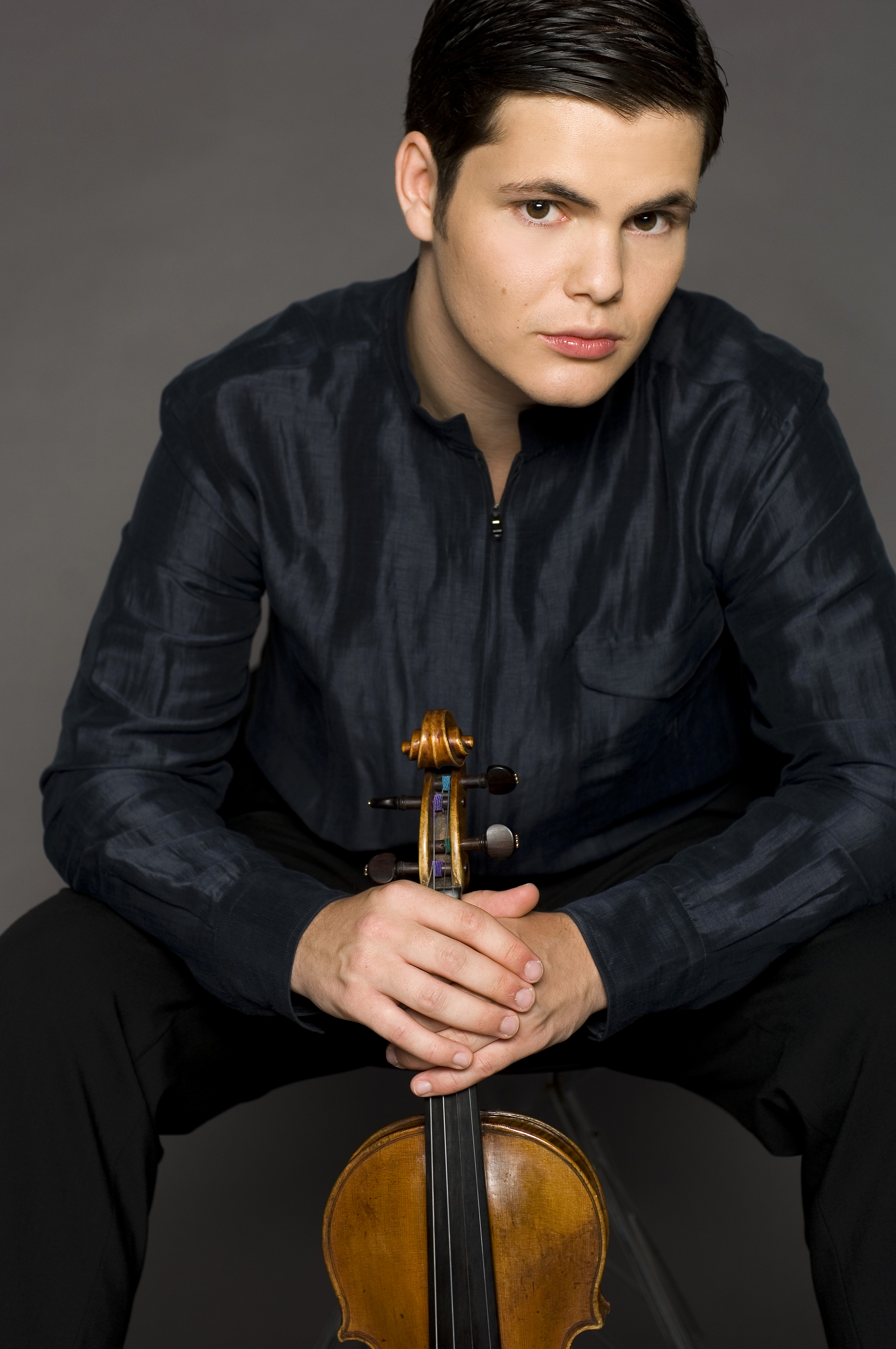
Alexander Gilman (2006)

Alexander Gilman (* 16. September 1982 in Bamberg) ist ein deutscher Geiger, Pädagoge sowie Gründer und künstlerischer Leiter der LGT Young Soloists.

## Leben
Alexander Gilman wurde 1982 in Bamberg geboren und wuchs in einer russisch-jüdischen Musikerfamilie auf. Im Alter von sechs Jahren erhielt er seinen ersten Violinunterricht und gab als Siebenjähriger sein Konzertdebüt im Münchner Gasteig. Seitdem konzertiert er weltweit als Solist und Kammermusiker und gibt regelmäßig Meisterkurse als Violinpädagoge.
Alexander Gilman arbeitete ab 1998 u. a. mit Dorothy DeLay, besuchte Meisterklassen von Itzhak Perlman, Aaron Rosand, Igor Ozim, Akiko Tatsumi, Mikhail Kopelman und Zakhar Bron.
Im Sommer 2000 ging Alexander an die Musikhochschule Köln in die Meisterklasse des weltberühmten Professors Zakhar Bron und setzte später sein Master an der Hochschule der Künste in Zürich ebenso bei Zakhar Bron fort.
Erste nationale sowie internationale Aufmerksamkeit erhielt Alexander im Juni 2006, als er als Gewinner des „WestLB Musik-Wettbewerbs“ hervorging und die ehemalige Stradivari von Frank Peter Zimmermann überreicht bekam.
Seit 2010 unterrichtet Alexander an der Zürcher Hochschule der Künste als Assistent von Zakhar Bron.
Im Januar 2012 erschien Alexanders neues Album mit amerikanischen Kompositionen. In Kapstadt hat er die Violinkonzerte von Samuel Barber und Erich Wolfgang Korngold sowie die Carmen-Fantasie von Franz Waxman und das Thema aus dem Film Schindlers Liste von John Williams aufgenommen. Aufgenommen hat er mit dem aus Hongkong stammenden Dirigenten Perry So und dem Cape Town Philharmonic Orchestra. Diese CD ist auf dem Label Oehms Classics erschienen und wird von Naxos vertrieben.

## Konzertlaufbahn
Alexander konzertiert weltweit als Solist.
In Deutschland hat er in den größten Sälen wie der Berliner Philharmonie, Kölner Philharmonie, Düsseldorf Tonhalle, Herkulessaal München und anderen konzertiert. Ebenso war er Gast großer Festivals wie dem Rheingau Musik Festival.
Des Weiteren arbeitet er regelmäßig mit großen Dirigenten, u. a. schon mit Neeme Järvi, Eri Klas, Perry So.

## Aufnahmen
- Violinkonzerte von Erich Wolfgang Korngold und Samuel Barber, Carmen-Fantasie von Franz Waxman und das Thema aus Steven Spielbergs Kinohit Schindlers Liste von John Williams. Aufgenommen in Kapstadt mit dem Cape Town Philharmonic Orchestra unter der Leitung von Perry So. Erschienen am 16. Januar 2012 auf dem Label Oehms Classics.
- Debüt-CD mit Werken von Johannes Brahms, Sergei Sergejewitsch Prokofjew, Henryk Wieniawski, Stephen Foster, aufgenommen mit Marina Seltenreich beim Bayerischen Rundfunk für das Label OehmsClassics (Juni 2007).
- Jean Sibelius, Violinkonzert d-moll unter der Leitung von Eri Klas und dem Norden Orkester. Live-Mitschnitt vom Konzert am 8. November 2006 im Münchner Herkulessaal durch den Bayerischen Rundfunk.

## Preise und Auszeichnungen
- 1997: 1. Preis beim Summit Music Festival Competition in New York
- 2003: Preisträger beim International Young Violin Competition, Griechenland
- 2006: 1. Preis beim Instrumentenvergabe Musikwettbewerb der WestLB in Düsseldorf
- 2008: Stipendiat der Deutschen Stiftung Musikleben